# Gâteau Reine Élisabeth
Pour les articles homonymes, voir Reine Élisabeth.

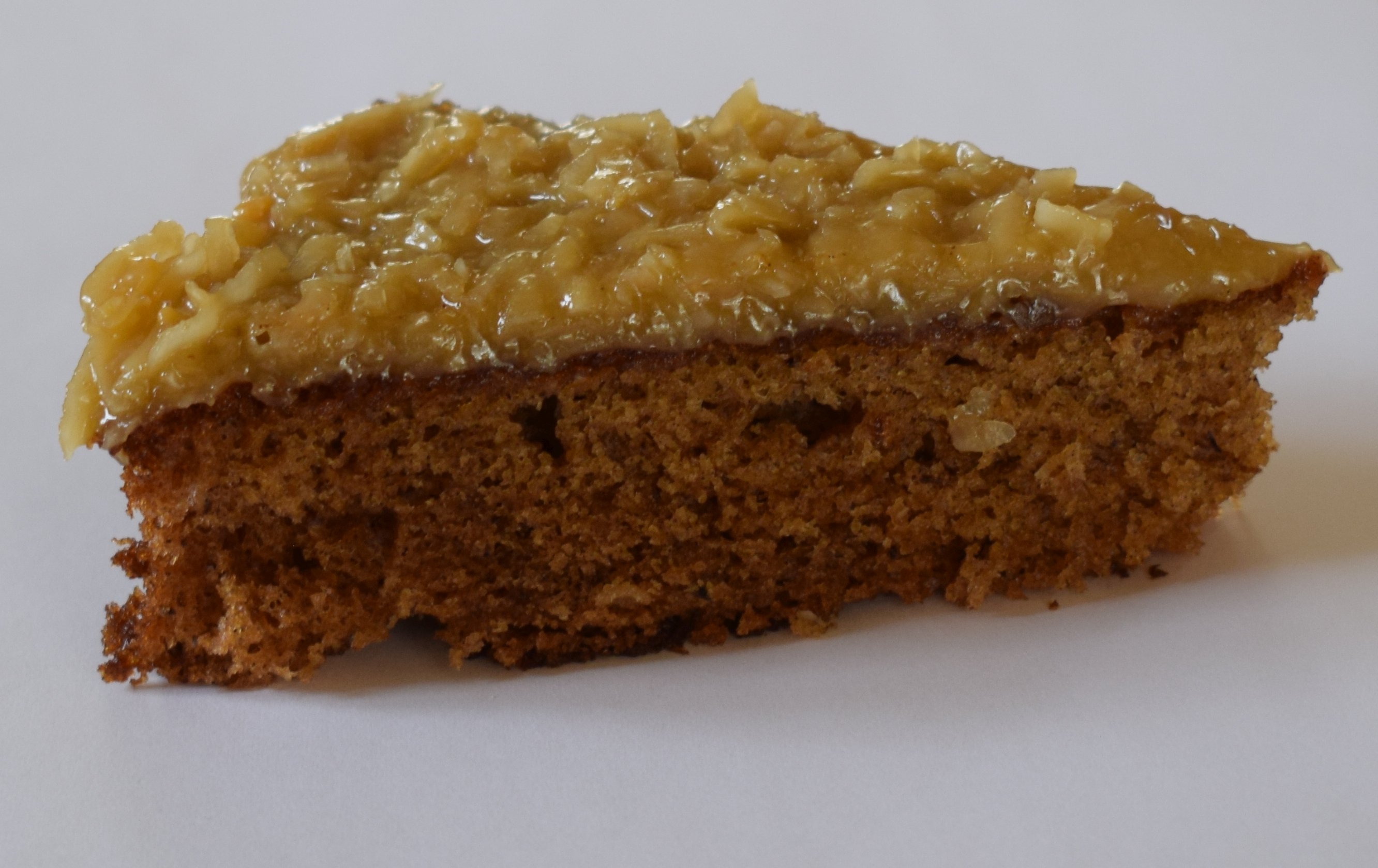
Pointe d'un gâteau Reine Élisabeth.

Le gâteau Reine Élisabeth est un gâteau avec un glaçage fait à base de noix de coco. D'une texture humide , il est parfois servi avec du thé. C'est un dessert particulièrement populaire au Canada.
Le gâteau serait nommé en l'honneur du sacre d'Élisabeth II en 1953. Il pourrait également avoir été nommé en l'honneur de la mère de cette dernière lors du couronnement de George VI en 1937.

## Description
Le Reine Élisabeth est un dessert préparé avec du sucre, de la farine, des dattes coupées, des œufs et du beurre. On y appose un glaçage fait de noix de coco râpée et de caramel,,. Des noix ou d'autres fruits à coque découpés sont parfois utilisés, sur le gâteau,. Ce gâteau, à la consistance humide, est relativement faible en matières grasses.
Une recette est présente dans le livre Coronation Cook Book publié en 1953, en célébration du couronnement de la reine.